# اچ‌دی ۴۸۲۶۵
اچ‌دی ۴۸۲۶۵ یک ستاره است که در صورت فلکی کشتی‌دم قرار دارد.